# 原久夫
原 久夫（はら ひさお、1920年（大正9年）3月12日 - 2008年（平成20年）8月14日）は、日本の政治家。長野県伊那市長。

## 来歴
長野県上伊那郡西箕輪村（現伊那市）出身。旧制伊那中学（長野県伊那北高等学校）卒業後、応召。朝鮮半島から南方戦線に転じ、フィリピンで収容所生活を送った後、復員。昭和22年（1947年）西箕輪村役場に入り、伊那市発足後、農林課長、総務課長を経て、同45年（1970年）収入役、同53年（1978年）助役となり、同61年（1986年）伊那市長選挙に当選した。平成元年（1989年）勲四等瑞宝章受章。